# Teti Tela
Pas d'image ? Cliquez ici

a Compétitions nationales et continentales officielles uniquement.

b Matchs officiels uniquement.
Dernière mise à jour le 4 mai 2024.
Teti Tela, né le 7 mars 1991 à Levuka (Fidji), est un joueur de rugby à XV international fidjien. Il joue aux postes de demi d'ouverture, de centre ou d'arrière.

## Biographie
Teti Tela est né à Levuka sur l'île d'Ovalau aux Fidji, dans une famille originaire du village de Daliconi (Vanua Balavu (en)). Il effectue son cycle primaire sur son île natale, avant que ses parents déménagent en Nouvelle-Zélande en 1997, alors qu'il est âgé de six ans,. Il vit pendant sept ans dans ce pays, avant que sa famille déménage à nouveau en 2004, cette fois en Australie. Il s'installe alors à Redbank Plains (en) dans la banlieue de Brisbane. Une fois en Australie, il est éduqué dans un premier temps à la Redbank Plains State High School (en), puis termine sa scolarité avec l'Ipswich Grammar School (en).

## Carrière

### En club
Teti Tela commence à jouer au rugby à XV dès son enfance dans son pays natal, puis poursuit son apprentissage rugbystique en Nouvelle-Zélande et en Australie. Il joue avec l'équipe première de la Ipswich Grammar School (en) entre 2007 et 2008, et en devient le capitaine,. Il représente à la même période la sélection scolaire de l'État du Queensland dans le championnat national.
Après sa scolarité, il joue avec le club amateur de Sunnybank Rugby en Queensland Premier Rugby pendant quelques saisons, avant de rejoindre Souths Rugby au sein du même championnat,. En 2009, il joue également avec la sélection de Brisbane des moins de 19 ans à l'occasion du match annuel contre Queensland Country (reste du Queensland), évoluant au côté de Tevita Kuridrani. En 2015, il fait partie de l'équipe des Souths qui remporte le championnat.
Tela émerge sur la scène professionnelle australienne en 2015 lorsqu'il dispute le National Rugby Championship (NRC) avec Queensland Country. Bien initialement non-retenu dans l'effectif de l'équipe, il rejoint l'équipe en cours de saison, et dispute deux rencontres au poste de premier centre.
En novembre 2016, il quitte l'Australie pour l'Espagne, et rejoint le club de Getxo Artea en División de Honor. Il joue une saison avec le club basque, disputant seize matchs, tous dans la peau d'un titulaire.
Il revient ensuite jouer en Australie, et fait son retour avec Queensland Country pour la saison 2017 de NRC. Il joue huit matchs lors de la saison, mais ne participe pas à la finale de la compétition, que son équipe remporte,.
Au début de l'année suivante, il fait partie du groupe élargi de la franchise des Queensland Reds, entraînée par Brad Thorn, et dispute avec elle les matchs de préparation. Il joue son premier match de Super Rugby le 13 juillet 2018 lors de la dernière journée du championnat face aux Sunwolves. Plus tard la même année, il fait à nouveau partie de l'effectif de Queensland Country pour le NRC 2018, mais ne joue aucune rencontre.
Malgré sa saison blanche en NRC, il voit tout de même son contrat avec les Reds prolongé pour une saison supplémentaire. Il n'est toutefois pas utilisé lors de cette saison 2019, et n'est pas conservé au terme de celle-ci,.
Après quasiment un an sans jouer de match officiel, il change d'équipe de NRC pour rejoindre Brisbane City pour la saison 2019. Il joue sept matchs avec cette équipe, en étant utilisé au centre ou à l'arrière.
Au début de l'année 2020, il rejoint la franchise des Fijian Latui (en) en Global Rapid Rugby. Il ne joue cependant qu'une seule rencontre avant que la saison ne soit interrompue à cause de la pandémie de Covid-19.
Après son expérience écourtée avec les Fijian Latui, il doit se contenter de jouer au niveau amateur avec son ancien club de Souths Rugby dans le championnat du Queensland pendant deux saisons.
En octobre 2021, il est annoncé qu'il rejoint la franchise des Fijian Drua, à l'occasion de leur entrée en Super Rugby pour la saison 2022. Avec cette équipe, il s'impose comme le demi d'ouverture titulaire, et termine la saison à la position de sixième dans le classement des meilleurs réalisateurs,,. Il est également le titulaire à l'ouverture pendant l'essentiel de la saison 2023, avant de glisser au centre en fin de saison en raison de l'émergence de Caleb Muntz,. Il est ainsi titulaire avec le numéro 12 lors du premier quart de finale de Super Rugby de l'histoire de son équipe, qui se conclut par une large défaite (49 à 8) face aux Crusaders, futurs champions.
En novembre 2023, il annonce mettre un terme à sa carrière de joueur professionnel, afin de se consacrer à sa famille.

### En équipe nationale
Teti Tela est sélectionné avec l'équipe des Fidji des moins de 20 ans en 2011, et dispute pour disputer la Coupe du monde junior en Italie,.
Il fait sa première apparition sous le maillot fidjien en février 2018, lorsqu'il dispute le tournoi de rugby à dix de Brisbane avec une sélection fidjienne.
Il est sélectionné pour la première fois avec l'équipe des Fidji en novembre 2019, et dispute une rencontre non-officielle face aux Barbarians britanniques à Londres,.
Rappelé en sélection en juin 2021 par Vern Cotter, il fait ses débuts officiels lors d'un test-match face à la Nouvelle-Zélande, le 17 juillet 2021 à Hamilton,.
L'année suivante, il préféré à Ben Volavola, titulaire habituel à l'ouverture chez les Fidji, lors des deux premiers matchs de la Coupe des nations du Pacifique 2022,. Il ne dispute pas le troisième match de la compétition, puisqu'il décide de rentrer en Australie pour assister à la naissance de son enfant.
En juin 2023, il est sélectionné au sein du groupe élargi fidjien retenu pour préparer la Coupe du monde 2023. En août 2023, il fait partie du groupe définitif de 33 joueurs sélectionné pour participer à la Coupe du monde en France. Peu avant le début de la compétition, il se retrouve seul demi d'ouverture de métier de l'effectif, après le forfait de Caleb Muntz et la non-sélection de Ben Volavola,. Il est titulaire lors des trois premiers matchs de poule de son équipe, avant de passer sur le banc pour le match face au Portugal après avoir laissé le poste d'ouvreur au polyvalent Vilimoni Botitu,. Pour le quart de finale face à l'Angleterre, perdu par son équipe, il sort complètement de la feuille de match à cause d'une blessure.
Peu de temps après la fin du Mondial français, il annonce prendre sa retraite en tant que joueur professionnel, clôturant ainsi sa carrière internationale avec dix sélections.

## Palmarès

### En club
- Vainqueur du Queensland Premier Rugby en 2015 avec Souths Rugby
- Vainqueur du National Rugby Championship en 2017 avec Queensland Country.

## Statistiques
- 10 sélections avec les Fidji entre 2021 et 2023.
- 17 points (1 pénalité, 7 transformations).